# Neottia convallarioides
Neottia convallarioides là một loài thực vật có hoa trong họ Lan. Loài này được (Sw.) Rich. mô tả khoa học đầu tiên năm 1817.

## Hình ảnh

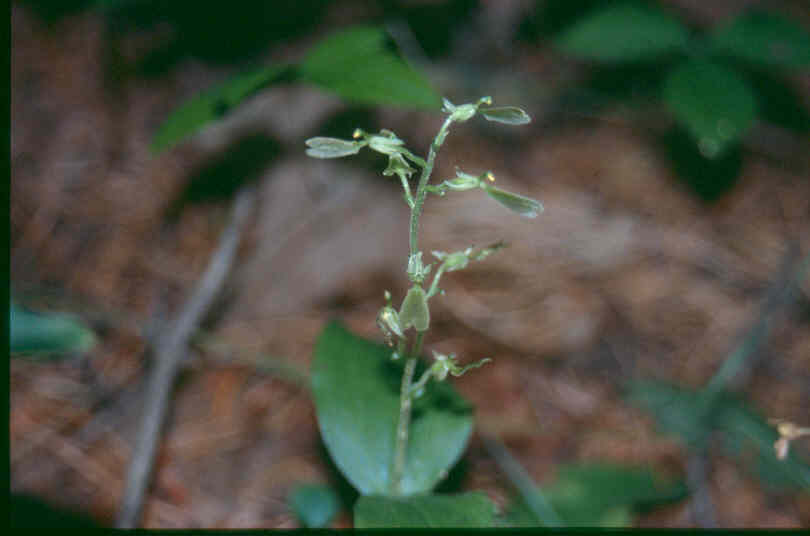
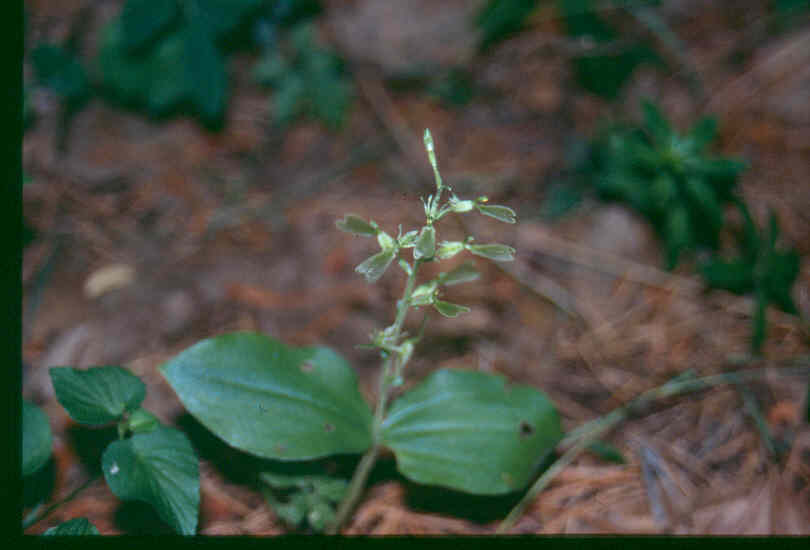
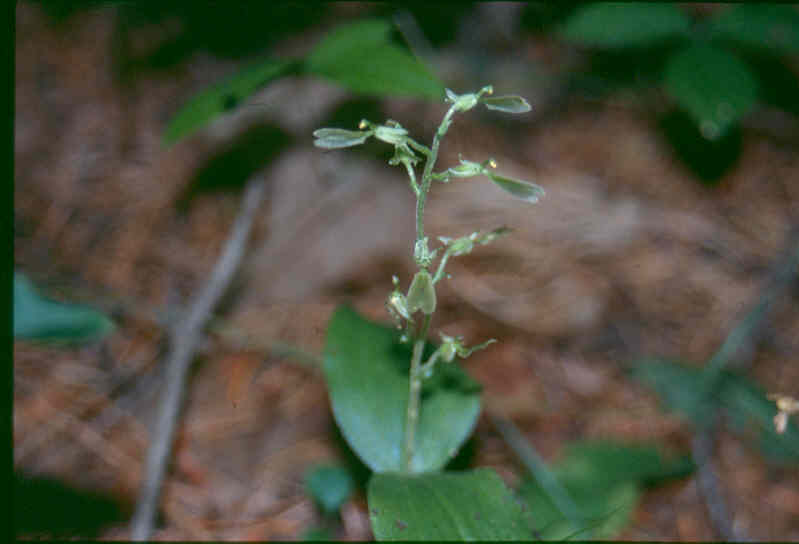
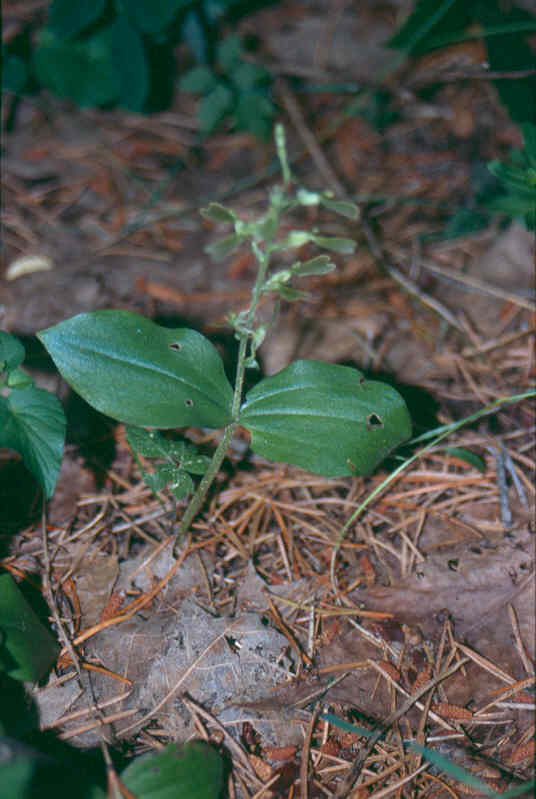